# Bartofso
Kevin Vaku, beter bekend onder zijn artiestennaam Bartofso en soms ook wel bekend als Akkabouz, is een Nederlands rapper.

## Carrière
Sinds 2017 brengt Vaku nummers uit onder zijn artiestennaam Bartofso. Zijn eerste hitnotering behaalde hij met het nummer Fransman die hij in juni 2017 in samenwerking met Mula B en LouiVos uitbracht, deze behaalde de 79e plek in de Nederlandse Single Top 100. In de jaren die volgden bracht Bartofso meerdere nummers uit en werkte samen met artiesten zoals 3robi, Esko en Yung Felix.
In november 2017 bracht Bartofso zijn debuutalbum uit onder de naam Goede tijden akkabouz, deze behaalde de achtste plek in de Nederlandse Album Top 100.

## Discografie

### Albums
| Jaar | Album                 | Vlag van Nederland | Vlag van Nederland | Vlag van België | Vlag van België | Opmerkingen |
| Jaar | Album                 | 100                | weken              | 200             | weken           | Opmerkingen |
| ---- | --------------------- | ------------------ | ------------------ | --------------- | --------------- | ----------- |
| 2017 | Goede tijden akkabouz | 8                  | 10                 | 119             | 1               | Debuutalbum |
| 2018 | Majin bouz            | 6                  | 9                  | 55              | 4               |             |

### Singles
| Jaar | Act                                                                                | Nummer                              | Vlag van Nederland | Vlag van Nederland |
| Jaar | Act                                                                                | Nummer                              | 100                | weken              |
| ---- | ---------------------------------------------------------------------------------- | ----------------------------------- | ------------------ | ------------------ |
| 2017 | Bartofso met LouiVos en Mula B                                                     | Fransman                            | 79                 | 1                  |
| 2017 | Bartofso                                                                           | Recha's                             | tip 26             | —                  |
| 2017 | Bartofso met Jozo                                                                  | Mbila                               | 86                 | 1                  |
| 2017 | Bartofso met 3robi                                                                 | Casablanca / Marrakech              | 74                 | 1                  |
| 2018 | Bartofso met Esko, 3robi en Mula B                                                 | Lijst                               | 38                 | 3                  |
| 2018 | Bartofso met Mula B en Yung Felix                                                  | Waar zijn die kechs                 | 41                 | 3                  |
| 2018 | Bartofso                                                                           | V8                                  | tip 6              | —                  |
| 2018 | Bartofso met Webb                                                                  | Dom                                 | tip 21             | —                  |
| 2018 | Bartofso met Lijpe                                                                 | Wat van mij is                      | 85                 | 1                  |
| 2018 | Bartofso met 3robi en Mula B                                                       | Extreem                             | 89                 | 1                  |
| 2019 | Bartofso met LouiVos, Mula B, 3robi, Iliass, Kingsize, Scarface, Boegie en KNALLER | Wilde Westen - Megasessie - 101Barz | 97                 | 1                  |
| 2019 | Bartofso met LouiVos                                                               | Black on Black                      | tip 12             | —                  |
| 2019 | Bartofso met Mil M, Jones Cruipy, LouiVos, Mula B en Webb                          | Kotazo                              | 98                 | 1                  |
| 2020 | Bartofso met Mula B                                                                | Griselda                            | tip 4              | —                  |
| 2021 | Bartofso met Yung Felix en Bokoesam                                                | 50 cent                             | 35                 | 18                 |
| 2024 | Bartofso met LouiVos                                                               | Verpest                             | tip16              | —                  |
| 2024 | Bartofso met Hakmadafack en Milolaathetlukken                                      | Dashhh                              | tip15              | —                  |